# Fiji Airways
Fiji Airways renommée en juin 2013 (anciennement Air Pacific), est la compagnie aérienne nationale des îles Fidji et l'une des principales compagnies opérant dans le Pacifique sud. Elle est propriété de la république fidjienne à 51 % et de Qantas à 46 %.

## Identité visuelle
Le 17 août 2012, la compagnie dévoile la nouvelle identité que la compagnie adoptera en 2013 à l'occasion de son changement de nom. Cette identité comprend des motifs tribaux Masi, avec des symboles traditionnels de style tapa appelés « teteva » et créés par l'artiste locale Makereta Matemosi.

Ancien logo d'Air Pacific.
Logo actuel de Fiji Airways depuis mars 2013.

## Partenariats

### Partage de codes
Elle partage ses codes avec près d'une vingtaine de compagnies aériennes :
- Air India
- Air New Zealand
- Air Vanuatu
- Alaska Airlines*
- American Airlines*
- British Airways*
- Cathay Pacific*
- Hong Kong Airlines
- Japan Airlines*
- Jetstar Airways
- Jetstar Asia Airways
- Qantas*
- Samoa Airways
- SilkAir
- Singapore Airlines
- Solomon Airlines

*membres de Oneworld

## Destinations
Fiji Airways dispose d'une vingtaine de destinations à travers 15 pays en Océanie, en Asie et en Amérique du Nord. Elle propose également, via sa filiale Fiji Link, 11 destinations domestiques.

### Amérique du Nord
- Dallas
- Honolulu
- Los Angeles
- San Francisco
- Vancouver

### Asie
- Hong-Kong
- Tokyo (Narita)
- Singapour

### Océanie
- Brisbane
- Canberra
- Melbourne
- Sydney
- Nadi (Hub)
- Suva (Hub secondaire)
- Tarawa
- Île Christmas
- Nouméa
- Auckland
- Christchurch
- Wellington
- Apia
- Honiara
- Neiafu
- Nukuʻalofa
- Funafuti
- Port-Vila

## Flotte
Fiji Airways possède une flotte combinant Airbus et Boeing.
| Appareils        | En service | Commandes | Passagers | Passagers | Passagers | Remarques                         |
| Appareils        | En service | Commandes | J         | Y         | Total     | Remarques                         |
| ---------------- | ---------- | --------- | --------- | --------- | --------- | --------------------------------- |
| ATR72-6          | 1          | -         |           |           |           | De la part de Singapour Airlines. |
| Airbus A350-900  | 4          | —         | 33        | 301       | 334       |                                   |
| Airbus A330-300  | 1          | —         | 24        | 289       | 313       |                                   |
| Airbus A330-200  | 3          | —         | 24        | 249       | 273       |                                   |
| Boeing 737 MAX 8 | 5          | —         | 8         | 178       | 186       |                                   |
| Boeing 737-800   | 1          | —         | 8         | 162       | 170       |                                   |
| Total            | 15         | 0         |           |           |           |                                   |

## Galerie

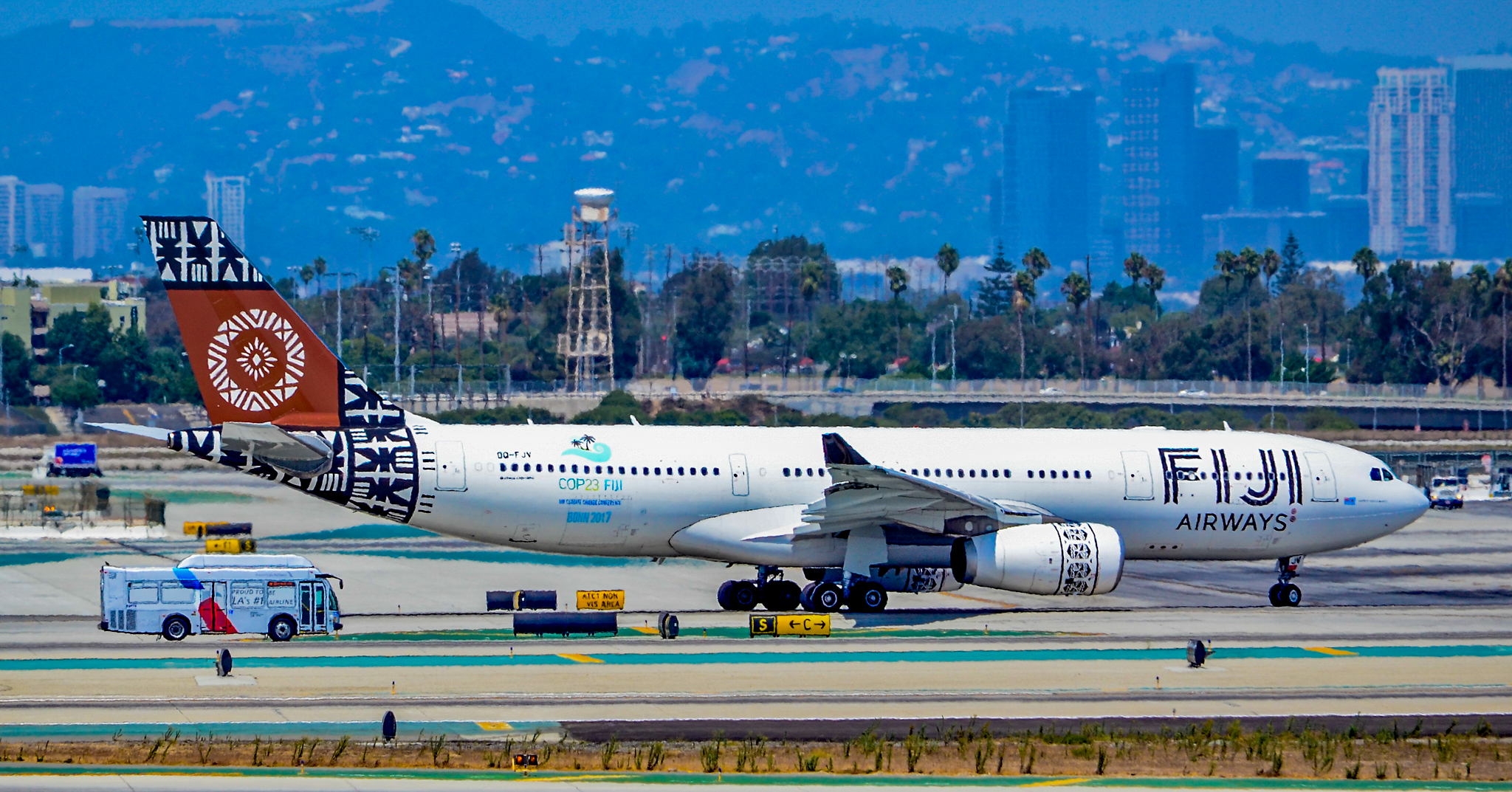
Airbus A330-200
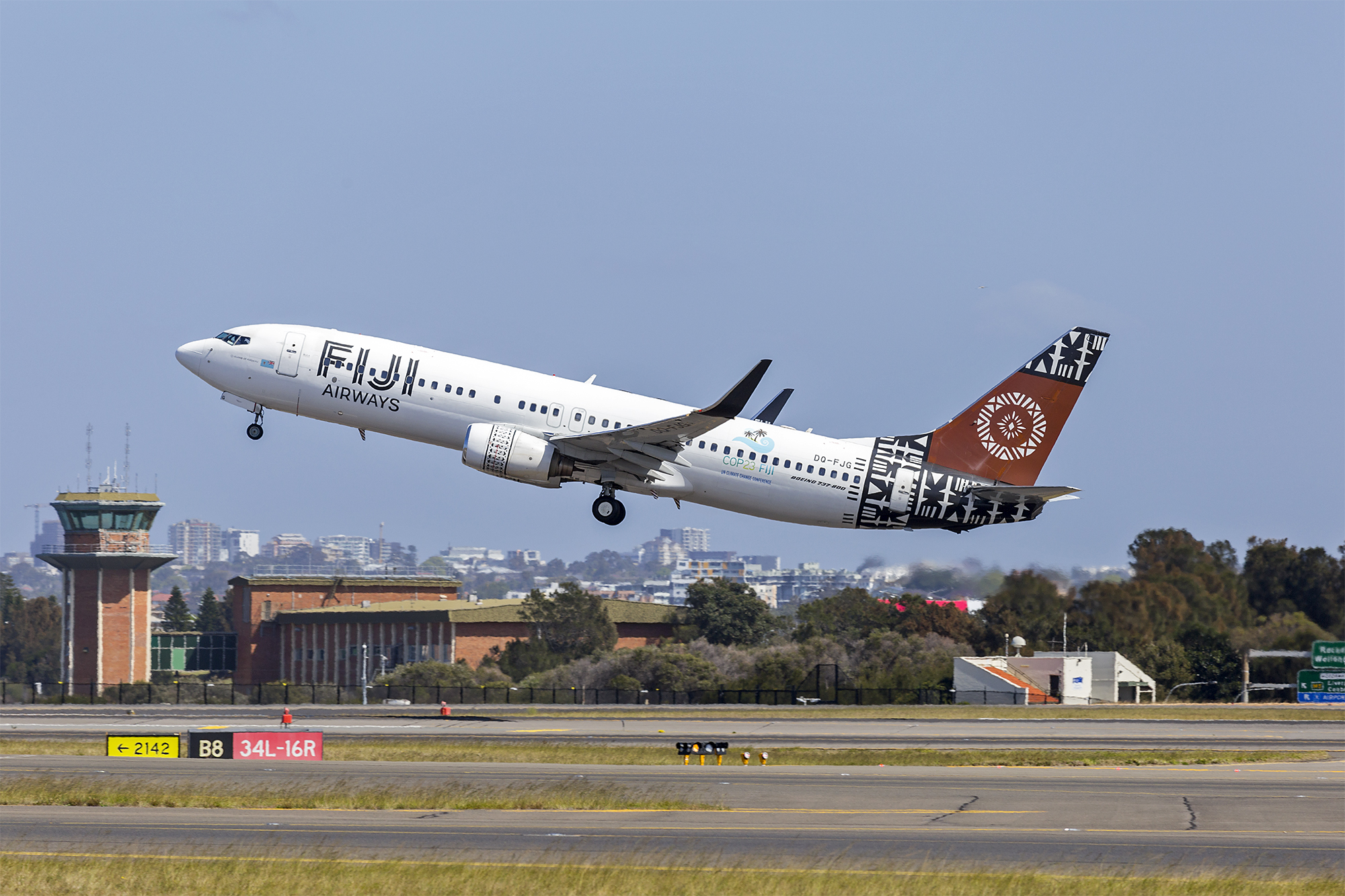
Boeing 737-800
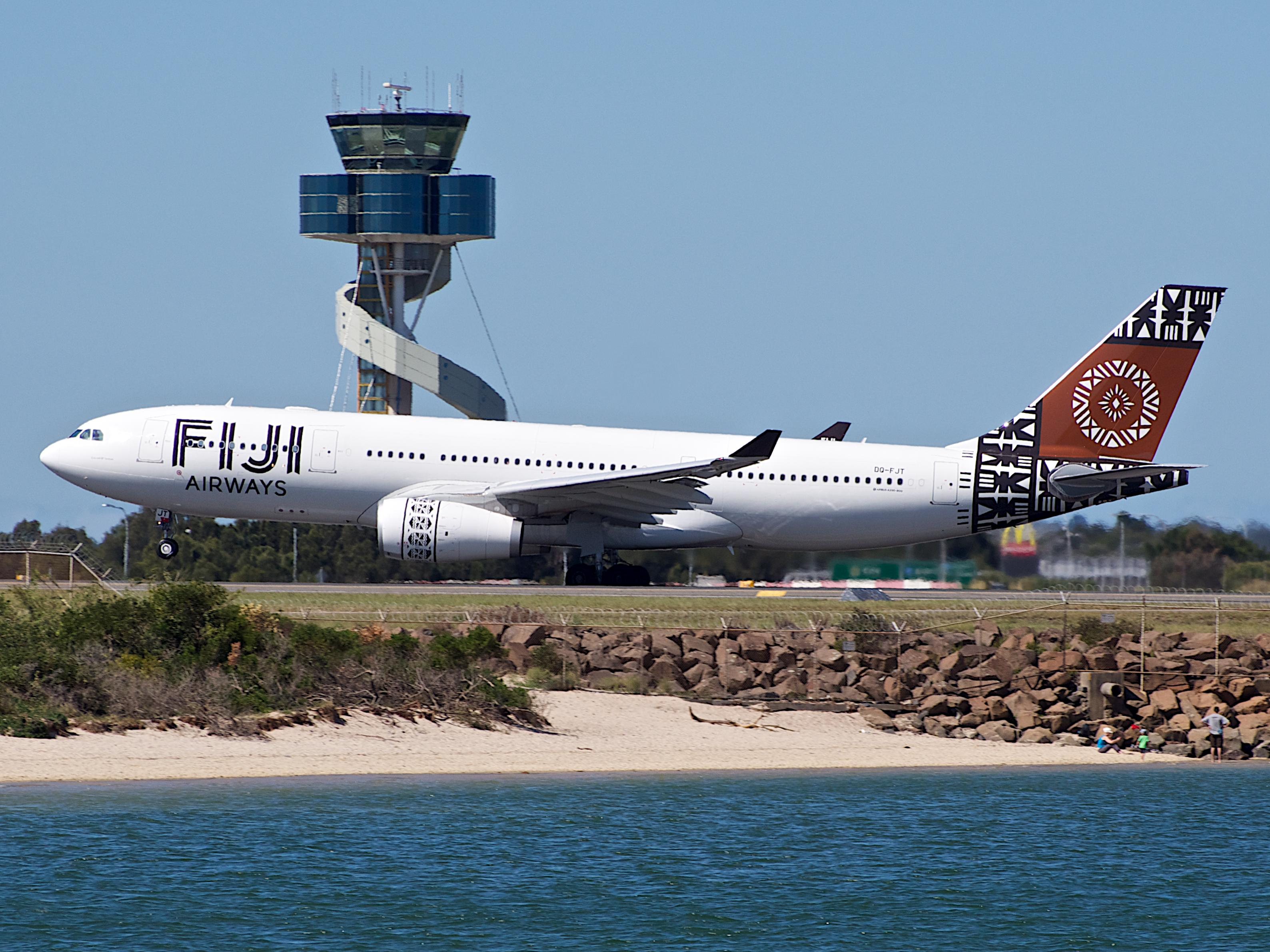
Airbus A330-200
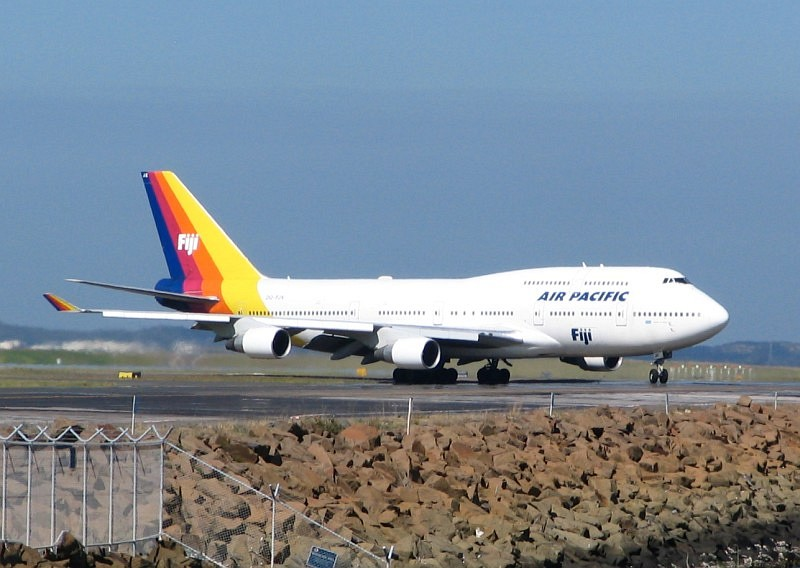
Boeing 747-400 (Air Pacific)
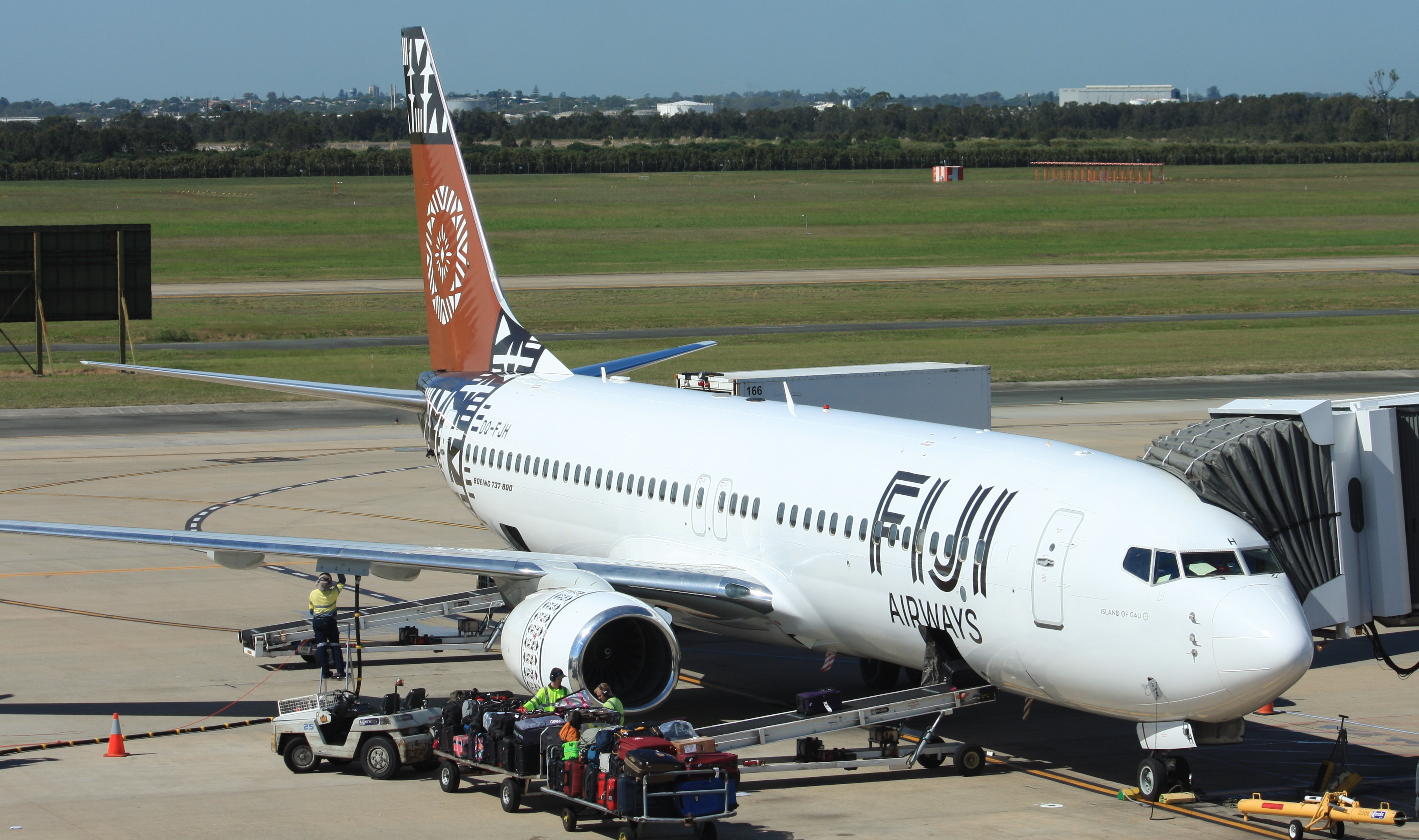
Boeing 737-800